# Jawhar

Jawhar är en stad i distriktet Thane i delstaten Maharashtra i Indien, och är belägen cirka 166 kilometer från Bombay och 80 kilometer från staden Nashik. Staden hade 12 040 invånare vid folkräkningen 2011.

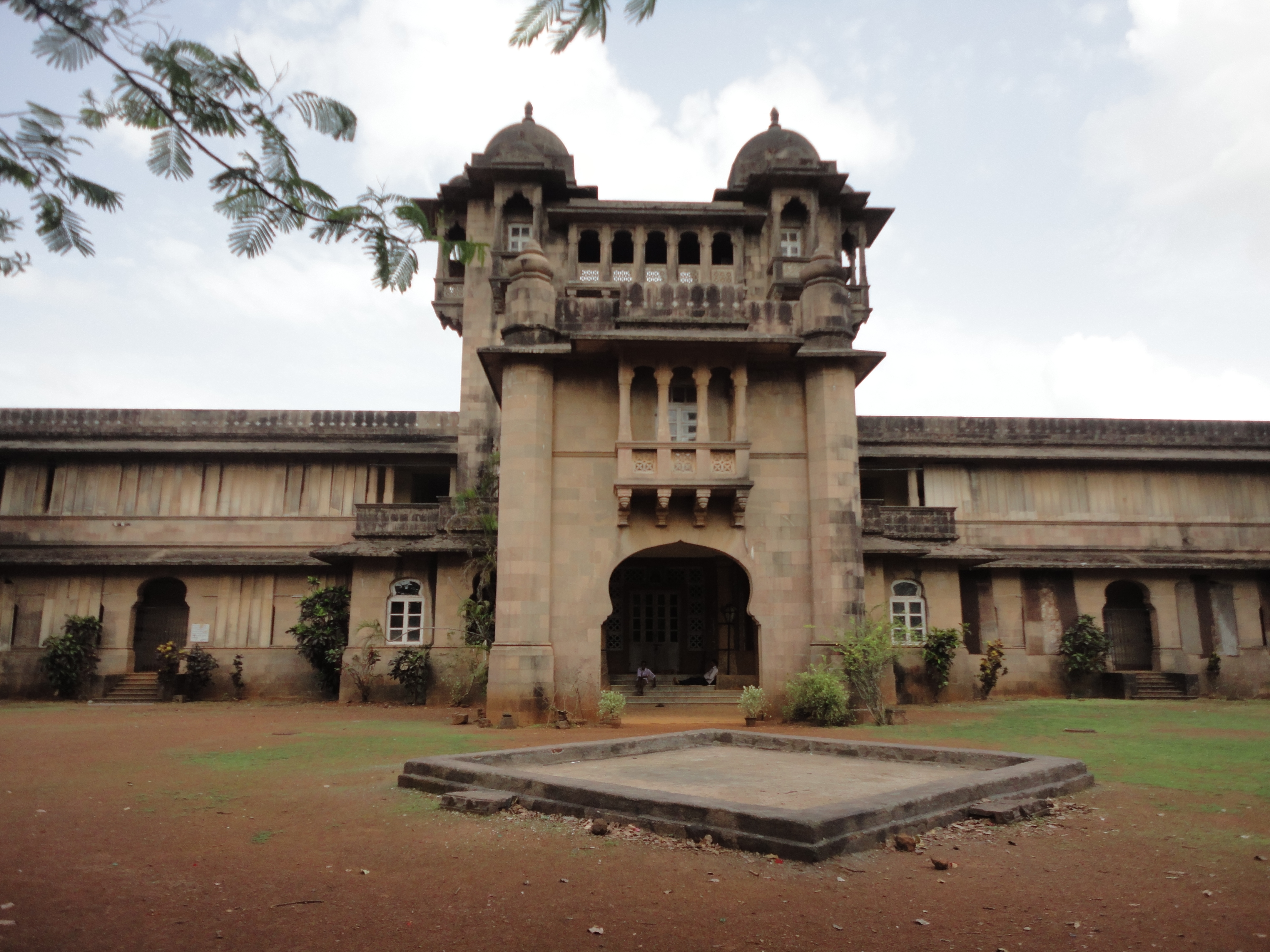
Jawhar

Furstendömet Jawhar grundades år 1348. Området blev under kolonialtiden del av Presidentskapet Bombay.